# Cashback-System
Cash-back-System (deutsch „Geld zurück“) sind Bonussysteme im Einzelhandel, die Kunden einen Preisnachlass einräumen.

## Allgemeines
Der Cashback kommt aus den USA, wo er im Internet als Rabatt vom Online-Handel angeboten wird. Dort ist diese Form auch als Rabatt (englisch rebate) bekannt.
Um in den Genuss von Preisnachlässen in Form des Cashback im Online-Handel zu kommen, ist meist eine Anmeldung bei Cashback-Portalen erforderlich, die nach Registrierung auf die Website der angeschlossenen Online-Händler (Affiliate-Marketing) weiterleiten. Die Stiftung Warentest hat im zitierten Finanztest 1/2016 bei drei deutschen Cashback-Portalen Preisnachlässe zwischen 3 % und 6 % pro Kauftransaktion festgestellt, bei DeutschlandCard, Payback und  Miles & More ist bis zu 1 % Nachlass möglich; der höchste Nachlass lag bei 10 %.
Eine weitere Möglichkeit für Cashbacks besteht darin, dass eine Webseite die Produkte eines Webshops empfiehlt oder bewirbt, ein Kunde diesem Werbelink folgt und ein Produkt kauft. So kann beispielsweise in einem Blog-Artikel ein Link zu einem Produkt oder Hersteller enthalten sein. Bezahlt der Kunde, so zahlt der Webshop oder Blogger dem Werbenden eine anteilige, vorher vereinbarte Provision. Bei der Erfassung dieser Link-Weiterleitungen (sogenannten Tracking- oder Affiliate-Links) zum gewünschten Webshop kann es zu Problemen kommen. Diese Störungen können beispielsweise durch Werbefilter, Adblocker oder Browser-Einstellungen verursacht werden. Manche Cashback-Systeme stellen für diesen Fall eine Möglichkeit bereit, diesem verpassten Cashback nachzugehen. Hierfür muss der Nutzer meistens einen Nachweis über den Kauf liefern (beispielsweise Bestellbestätigung via E-Mail).

## Einordnung
Der Preisnachlass des Cashback lässt sich wie folgt einordnen:
| Preisnachlass | Merkmale | Arten/Bemerkungen                                                                                  |
| ------------- | --- | -------------------------------------------------------------------------------------------------- |
| Bonus         | ein nachträglicher Preisnachlass, der erst am Jahresultimo bei Erreichen oder Überschreiten eines bestimmten Absatzvolumens gewährt wird | Bonussysteme (BahnBonus, Miles & More, Payback), Cashback-Systeme                                  |
| Rabatt        | wird vom Listenpreis beim Kauf sofort abgezogen                                                                                          | Funktionsrabatt, Mengenrabatt, Naturalrabatt, Sonderrabatt, Treuerabatt, Zeitrabatt                |
| Skonto        | wird als Preisnachlass gewährt, wenn die Zahlungsfrist eingehalten wurde und bei Lieferung eine Barzahlung erfolgt.                      | Der Lieferant gewährt einen Lieferantenkredit und trägt bis zum Zahlungseingang ein Zahlungsrisiko |

Beim Cashback erhalten die Konsumenten erst nach dem Kauf eine teilweise Rückzahlung des Kaufbetrages durch den Affiliate, beim Rabatt erfolgt der Abzug sofort.

## International
Weltweit zählt Lyoness mit Abstand zu den größten Cashback-Anbietern mit 8 Millionen Mitgliedern in 47 Ländern.

## Wirtschaftliche Aspekte
Cashback ist eine Form der Kundenbindung.
Den bei einem Kreditinstitut für Opt-in registrierten Kunden werden für das Online Banking ausgesuchte Cashback-Angebote von teilnehmenden Händlern vorgestellt. Nach Nutzung wird der Cashback als Gutschrift auf dem Girokonto oder Kreditkartenkonto verbucht.
Der Preisnachlass durch Cashback kann auch durch Barauszahlung oder Verrechnung des Guthabens beim nächsten Einkauf verwendet werden. Das Guthaben ist meist maximal drei Jahre nutzbar, aber auch ein Jahr kommt vor. Die Stiftung Warentest ist der Auffassung, dass sich mit Cashback-Portalen mehr sparen lässt als mit Rabattmarken. Die Portale erhalten von den vermittelten Online-Händlern eine Provision, von der sie einen Teil an ihre Kunden als Cashback weitergeben.

## Barauszahlung im Einzelhandel
Das Cashback-Verfahren ist zudem im Einzelhandel – insbesondere bei Supermärkten – die Möglichkeit der Barauszahlung an der Kasse bei Einsatz einer Girocard (EC-Karte). Sie ist möglich bei einem Mindesteinkauf von 20 Euro und kann bis zu 200 Euro Auszahlung betragen.